# 노이울름

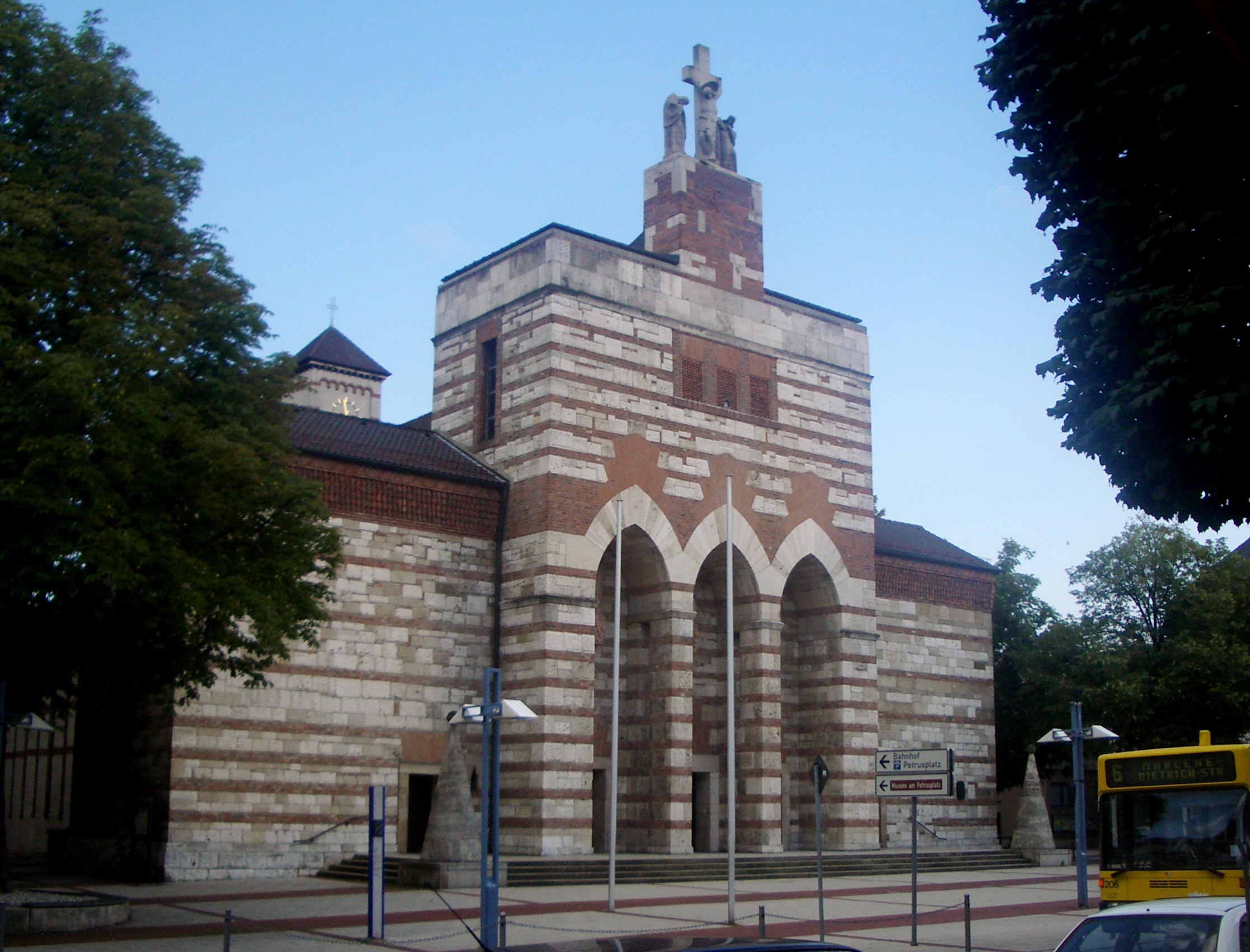

노이울름(독일어: Neu-Ulm)은 독일 바이에른주의 도시이다.